# Mandy Mulder
Mandy Mulder (Poeldijk, 3 augustus 1987 is een Nederlandse zeilster. 
Mulder begon op achtjarige leeftijd met zeilen, en zeilt bij de vereniging WV Braassemermeer. Op de Olympische Spelen van 2008 in Peking won ze zilver in de Ynglingklasse, samen met Annemieke Bes en Merel Witteveen. Mulder was de stuurvrouw. Voor het veroveren van deze medaille ontving het trio in dat jaar de Conny van Rietschoten Trofee.
Na een kort avontuur in de 470-klasse in 2009 stapte ze over naar het matchracen in de Elliott 6m-klasse, waarin ze een team vormde met Merel Witteveen en Annemiek Bekkering. De doelstelling was deelname aan de  Olympische Spelen van 2012 in Londen. Echter, in een rechtstreeks selectieduel in mei 2012 met het trio Renée Groeneveld, Annemieke Bes en Marcelien de Koning werden ze uitgeschakeld.
In 2013 vormde Mulder met Thijs Visser een duo in de nieuwe Olympische catamaran-klasse Nacra 17. In augustus van dat jaar wonnen ze direct de Europese titel.
Met Coen de Koning nam ze in de Nacra 17 deel aan de Olympische Zomerspelen 2016. 
Ze woont in Den Haag en studeerde Psychologie aan de Open Universiteit. Naast zeilen is haar hobby saxofoon spelen.

## Palmares
- 2002 - NK, Optimist,
- 2005 - NK, Yngling,
- 2006 - EK, Yngling,
- 2006 - NK, Yngling,
- 2007 - WK, Yngling, 4e
- 2007 - NK, Yngling,
- 2007 - EK, Yngling,
- 2008 - WK, Yngling, 13e
- 2008 - OS, Yngling, [4]
- 2008 - Conny van Rietschoten Trofee
- 2013 - EK, Nacra 17,